# Final Feliz
Final Feliz é uma telenovela brasileira, produzida e exibida pela TV Globo de 29 de novembro de 1982 a 3 de junho de 1983, em 161 capítulos. Substituiu Elas por Elas e foi substituída por Guerra dos Sexos,  sendo a 30ª "novela das sete" exibida pela emissora.
Escrita por Ivani Ribeiro e dirigida por Paulo Ubiratan, Wolf Maya e Mário Márcio Bandarra, com direção de núcleo de Paulo Ubiratan.
Contou com Natália do Valle, José Wilker, Milton Moraes, Adriano Reys, Roberto Maya, Priscila Camargo, Lílian Lemmertz e Lídia Brondi nos papéis principais.

## Enredo
O inescrupuloso usineiro pernambucano César Brandão (Roberto Maya) resolve forjar sua própria morte e fugir do país, deixando sua mulher, Maria Luíza (Lilian Lemmertz), e as filhas Débora (Natália do Valle) e Suzy (Lídia Brondi), na miséria. Dona de um temperamento difícil, a impetuosa Débora é apaixonada por Leandro (Adriano Reys), noivo de sua prima Mirtô (Priscila Camargo), e vive às turras com o irmão desta, o barqueiro grosseirão Rodrigo (José Wilker). Inicialmente, os dois nutrem uma antipatia gratuita um pelo outro - antipatia essa que esconde um sentimento maior. Acabam apaixonados e vivem um tumultuado romance, devido ao temperamento difícil dos dois. Já a retraída Maria Luiza é cortejada pelo cardiologista Wagner (Walmor Chagas), grande amigo da família, ficando dividida entre ele e a paixão que ainda nutre por César, que ela acredita estar morto.
Já a doce Suzy envolve-se liricamente com o veterinário Paulo (Buza Ferraz), rapaz de origem humilde, que, por engano, descobre-se doente e com pouco tempo de vida, escondendo esse fato da família e da amada, o que acaba sufocando o amor dos dois e causando sofrimento para ambos. Paulo é filho da sofrida Marina (Miriam Pires), funcionária de César, que luta para educar o filho caçula Rafael (Irving São Paulo), um adolescente alegre e portador de autismo, que constrói uma bela amizade, baseada no carinho e na compreensão, com Mestre Antônio (Stênio Garcia), um simplório pescador cearense, amigo e sócio de Rodrigo.
Há também a história da trambiqueira Dona Sinhá (Elza Gomes), uma cômica e simpática velhinha, que fornece coelhos assados para o restaurante Casablanca, de Augusta (Aracy Cardoso), e passa a ter seus passos vigiados por Olegário (Oswaldo Louzada), pai de Maria Luíza, e Alaor (Milton Moraes), sócio de César, que, ao estranharem o comportamento da idosa, acabam descobrindo que Dona Sinhá cria gatos, e não coelhos! 
Filho de Alaor, Ivan (Ney Sant'anna) é um jovem adepto do naturalismo, casado com a filha de Augusta, Lucinha (Cissa Guimarães), uma fumante inveterada, que passa por problemas na gravidez por conta de seu vício, e é atormentada pela sogra Jandira (Célia Biar), que possui um ciúme exagerado de Alaor, e mantém o marido sob rédea curta.
Ao longo da trama, César volta ao Brasil para atormentar Maria Luiza e as filhas, e acaba misteriosamente assassinado. Ao final descobre-se que o culpado é seu cúmplice, França (José Augusto Branco).

## Elenco
| Intérprete          | Personagem                     |
| ------------------- | ------------------------------ |
| Natália do Vale     | Débora Brandão                 |
| José Wilker         | Rodrigo Mendonça               |
| Lilian Lemmertz     | Maria Luiza Fonseca Brandão    |
| Walmor Chagas       | Dr. Wagner Queiroz             |
| Buza Ferraz         | Paulo Queiroz de Souza         |
| Lídia Brondi        | Suzana Brandão (Suzy)          |
| Elza Gomes          | Dona Sinhá                     |
| Milton Moraes       | Alaor Sampaio                  |
| Stênio Garcia       | Mestre Antônio Araújo          |
| Angelina Muniz      | Glenda                         |
| Irving São Paulo    | Rafael Queiroz de Souza (Rafa) |
| Miriam Pires        | Marina de Souza                |
| Roberto Maya        | César Brandão                  |
| Priscila Camargo    | Mirtes Mendonça (Mirtô)        |
| Adriano Reys        | Leandro                        |
| Célia Biar          | Jandira Sampaio                |
| Ney Santanna        | Ivan Sampaio                   |
| Cissa Guimarães     | Lúcia Sampaio (Lucinha)        |
| Aracy Cardoso       | Augusta                        |
| Cininha de Paula    | Kátia                          |
| Wolf Maya           | Delegado Alberto Paixão        |
| Lúcia Alves         | Yolanda                        |
| Eduardo Lago        | Augusto (Guto)                 |
| Tetê Pritzl         | Ana Maria                      |
| Ênio Santos         | Messias                        |
| Oswaldo Louzada     | Olegário Fonseca               |
| José Augusto Branco | França                         |
| Francisco Milani    | Vasco                          |
| Patricia Bueno      | Maria de Lourdes (Lourdes)     |
| Alexandre Marques   | Sérgio (Serginho)              |
| Suzana Queiroz      | Gabriela (Gaby)                |
| Tony Ferreira       | Gastão Nicolini                |
| Ana Magdalena       | Patrícia (Patty)               |

### Participações especiais
| Intérprete       | Personagem                  |
| ---------------- | --------------------------- |
| Cláudia Magno    | Bartira Araújo (falsa)      |
| Reny de Oliveira | Bartira Araújo (verdadeira) |
| Armando Bógus    | Alfredo                     |
| Tony Ferreira    | Detetive Gastão Nicolini    |
| Paulo Figueiredo | Chico Paiva                 |
| Otávio Augusto   | Basílio                     |
| Thaís de Campos  | Lenita                      |
| Augusto Olímpio  | Soneca                      |
| Felipe Carone    | Mendigo                     |
| Leina Krespi     | Elza                        |
| Leonardo José    | Inácio                      |
| Lys Beltrão      | Secretária de César         |
| Agildo Ribeiro   | Ele mesmo                   |

## Produção
Ambientada em Pernambuco e no Ceará, Final Feliz retratou características do Nordeste, principalmente através da usina de açúcar de Alaor (Milton Moraes) e César (Roberto Maya), em Recife, e da pesca da lagosta praticada por Mestre Antônio (Stênio Garcia), em Fortaleza.
A abertura de Final Feliz, idealizada pelo designer Hans Donner e sua equipe, teve produção cuidadosa. Imagens de beijos e bofetadas que ficaram famosas na história do cinema – como em …E o Vento Levou (Victor Fleming /1939) e Casablanca (Michael Curtiz/1942) – eram exibidas em sequência rápida, com atores conhecidos, como Rodolfo Valentino, Marilyn Monroe e Clark Gable. Ao final, numa montagem, as mesmas estrelas do cinema apareciam caracterizadas e assistindo às cenas, numa fictícia plateia de cinema. A direção da abertura foi de Roberto Cardim, e a música-tema era Flagra, de Rita Lee.
Através da personagem Lucinha (Cissa Guimarães), Ivani Ribeiro promoveu uma campanha antitabagismo em Final Feliz, contrariando o merchandising de fabricantes de cigarro, até então habitual nas telenovelas. Ivani Ribeiro é o pseudônimo de Cleide Freitas Alves Ferreira, que então estreava na Globo, após uma longa e bem-sucedida carreira em outras emissoras. Começou no rádio, na década de 1950, e, a partir de 1965 passou a escrever telenovelas. Entre alguns de seus sucessos até então estavam A Deusa Vencida (TV Excelsior, 1965), A Muralha (TV Excelsior, 1968) e Mulheres de Areia (TV Tupi, 1973). Final Feliz foi a única novela inédita de Ivani Ribeiro na Globo. Os demais trabalhos foram remakes ou adaptações de outros folhetins de sua autoria.
Por sua interpretação como o pescador Mestre Antônio, Stênio Garcia ganhou os prêmios Destaque do Ano e da Associação Brasileira de Críticos de Arte (ABCA). A empatia do personagem e a boa repercussão da novela fizeram com que o ator fosse convidado pelo governo do Ceará para promover o turismo no estado durante um ano. O personagem chegou a dar nome a um prato cearense, o “escaldadinho”. O ator se inspirou em um pescador cearense, Mestre Agripino, e no filme japonês, Dersu Uzala (Akira Kurosawa / 1975) para construir seu personagem.
Final Feliz marca a estreia dos atores Cláudia Magno e Irving São Paulo na Globo. O comportamento de Rafael (Irving São Paulo), marcado por atitudes infantis e por uma linguagem simples, foi construído sob a consultoria do psiquiatra Stanislau Krinsky. Final Feliz foi o último trabalho da atriz Elza Gomes, que faleceu em 17 de maio de 1984.
Final Feliz foi o primeiro trabalho de ator que Wolf Maya fez com Ivani Ribeiro. Também foi a primeira novela em que exerceu duas funções: as de ator e diretor. Ele interpretou um delegado, e ensaiou seus primeiros textos para a novela com José Wilker (Rodrigo) e adicionou os óculos escuros Ray-Ban ao figurino do personagem. Final Feliz destacou as belezas naturais do litoral cearense, como as praias de Morro Branco e Canoa Quebrada. A novela foi vendida para diversos países, como Espanha, Itália, Paraguai, Peru, Portugal e Suíça. 
Dos 161 capítulos da versão original, apenas a versão internacional em 132 capítulos encontra-se preservada nos acervos da TV Globo.

## Exibição
Foi reexibida pelo Vale a Pena Ver de Novo de 3 de setembro de 1984 a 8 de fevereiro de 1985, substituindo Água Viva e sendo substituída por Elas por Elas (sua antecessora original), em 115 capítulos.

### Exibição internacional
A novela foi vendida para diversos países, como Espanha, Itália, Paraguai, Peru, Portugal,  Suíça e Uruguai.

## Trilha sonora

### Nacional
- "Coisa Acesa" – Moraes Moreira (tema de Dona Sinhá)
- "O Que é Que Há?" – Fábio Jr. (tema de Suzy e Paulo)
- "Sinal de Amor" – Gilliard
- "Verbos do Amor" – Gal Costa
- "Down Em Mim" – Barão Vermelho
- "Menino Deus" – A Cor do Som (tema de Rafael)
- "Flagra" – Rita Lee (tema de abertura)
- "Exemplo" – Ângela Maria e Cauby Peixoto
- "Embarcação" – Francis Hime (tema de Mestre Antônio)
- "Simples Carinho" – Ângela Rô Rô (tema de Débora)
- "Pensamento" – Fagner (tema de Rodrigo)
- "Lençóis de Linho" - Billy Blanco (tema de Maria Luiza)
- "Prazer e Viver" – Paulinho Boca de Cantor
- "Sublime Amor" – Paulo Soarez

### Internacional
- "Try My Side" – The Chi-Lites
- "Got To Be There" – Chaka Khan (tema de Suzy e Paulo)
- "Everybody" – Madonna
- "It Started With a Kiss" – Hot Chocolate (tema de Ivan e Lucinha)
- "Never Gonna Let You Go" – Sérgio Mendes (tema de Débora e Leandro)
- "Saddle Up" – David Christie
- "Let's Get Started" – Voyage
- "Maneater" – Daryl Hall & John Oates (tema de Débora)
- "I'm Never Gonna Say Goodbye" – Billy Preston (tema de Débora e Rodrigo)
- "Don't Go" – Yazoo
- "Bluer Than Blue" – Ruby Wilson (tema de Mirtô e Leandro)
- "The Lion Sleeps Tonight" – Soothsayer (tema de Dona Sinhá)
- "On My Own" – Montezuma (tema de Maria Luiza e Wagner)
- "Knock Me Out" – Gary's Gang

## Prêmios
Por sua interpretação como o pescador Mestre Antônio, inspirado em um pescador cearense, Mestre Agripino, e no filme japonês Dersu Uzala, de 1975, do diretor Akira Kurosawa, para construir seu personagem, Stênio Garcia ganhou os prêmios Destaque do Ano e da Associação Brasileira de Críticos de Arte (ABCA). O ator também foi convidado pelo Governo do Estado do Ceará para promover o turismo no Ceará durante um ano. O personagem ainda foi o nome dado a um prato cearense, o “escaldadinho”.